# 인천검단초등학교
인천검단초등학교(仁川黔丹初等學校)는 대한민국 인천광역시 서구 마전동에 있는 공립 초등학교이다.

## 학교 연혁
- 1932년 7월 20일 : 검단공립보통학교 개교(검단면 마전리 147)(설립인가 3월 8일)[2]
- 1938년 4월 1일 : 검단공립심상소학교로 개정
- 1941년 4월 1일 : 검단공립국민학교로 개칭
- 1995년 3월 1일 : 인천광역시로 편입
- 1996년 3월 1일 : 인천검단초등학교로 개칭

## 참고 자료
- 인천검단초등학교 - 한국교육학술정보원 학교알리미